# Leptogaster hispanica
Leptogaster hispanica är en tvåvingeart som beskrevs av Johann Wilhelm Meigen 1838. Leptogaster hispanica ingår i släktet Leptogaster och familjen rovflugor. Inga underarter finns listade i Catalogue of Life.